# Villa María
Villa María is een plaats in het Argentijnse bestuurlijke gebied General San Martín in de provincie Córdoba. De plaats telt 72.162 inwoners.
De plaats is sinds 1957 de zetel van het rooms-katholieke bisdom Villa María.

## Geboren
- Mauro Rosales (24 februari 1981), voetballer
- Enzo Barrenechea (22 mei 2001), voetballer